# John Lindley
John Lindley (Catton, Norfolk, 8 de fevereiro de 1799 — Turnham Green, Chiswick, 1 de novembro de 1865) foi um botânico inglês.

## Biografia
O seu pai, que publicou um manual de jardinagem, A Guide to the Orchard and Kitchen Garden, era proprietário de um viveiro de plantas.
Estudou em Norwich e traduziu, em 1819, a Analyse du fruit do botânico francês Louis Claude Marie Richard (1754-1821). No ano seguinte publica a  Monographia Rosarum onde descreve novas espécies que ele próprio ilustra. Em 1821, publica na Linnean Society de Londres a Monographia Digitalium e Observations on Pomaceae.
Pouco mais tarde estabelece-se em Londres onde trabalha como empregado para John Claudius Loudon (1783-1843) para redactar as partes descritivas da Encyclopaedia of Plants. Durante este trabalho, que publica em 1829, convence-se da superioridade do sistema "natural" de Antoine Laurent de Jussieu (1748-1836) em relação ao sistema "artificial" empregue por Carl von Linné (1707-1778).
Lindley publica duas obras de acordo com o sistema de Jussieu: A Synopsis of British Flora, arranged according to the Natural Order (1829) e An Introduction to the Natural System of Botany (1830).
Em 1829 Lindley obteve a cátedra de botânica no University College London, posto que ocupou até 1860. Em 1822 foi nomeado secretário da Horticulture Society. Em 1857 foi agraciado com a Medalha Real.
A partir de 1831 lecionou na Royal Institution e a partir de 1836 no Chelsea Physic Garden.
Lindley é autor de numerosas obras e artigos, tanto científicos como vulgarizadores. Contribuiu frequentemente para o Botanical Register. Participou na fundação da revista Gardener's Chronicle, tendo sido o seu primeiro editor e ocupando-se também da secção dedicada à horticultura.

## Obras
Entre as suas obras, citam-se :
- An Outline of the First Principles of Horticulture (1832).
- An Outline of the Structure and Physiology of Plants (1832).
- Nixus Plantarum (1833).
- A Natural System of Botany (1836).
- Com William Hutton (1797-1860) The Fossil Flora of Great Britain, or Figures and Descriptions of the Vegetable remains found in a Fossil State in the Country (1831-1837).
- Flora Medica (1838).
- Theory of Horticulture (1840).
- The Vegetable Kingdom (1846).
- Folia Orchidacea (1852).
- Descriptive Botany (1858).

- Commons

1. ↑  Stearn, William T. (dezembro de 1965). «THE SELF‐TAUGHT BOTANISTS WHO SAVED THE KEW BOTANIC GARDEN». TAXON (em inglês) (9): 293–298. ISSN 0040-0262. doi:10.2307/1216740. Consultado em 6 de janeiro de 2025